# تقييم تمريضي

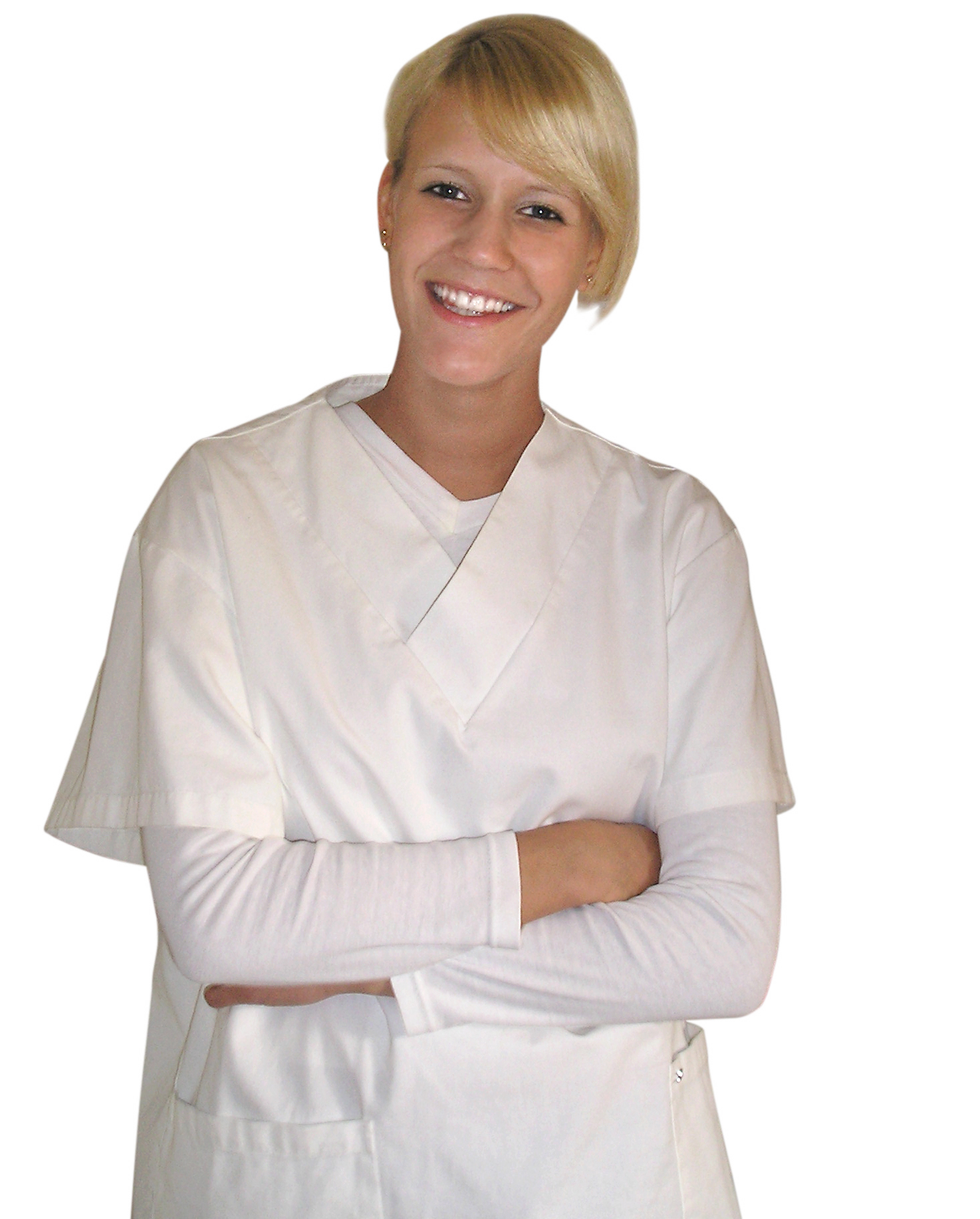

يُعرف التقييم التمريضي (بالإنجليزية: Nursing assessment) بأنه جمع المعلومات المتعلقة بحالة المريض الفسيولوجية والنفسية والاجتماعية والروحانية عبر ممرض قانوني مرخص. يُعد التقييم التمريضي الخطوة الأولى في العملية التمريضية، ويمكن تفويض قسم من التقييم التمريضي إلى مساعدي التمريض.
قد توضع مسؤولية أخذ العلامات الحيوية وتخطيط كهربائية القلب على عاتق مساعدي التمريض المعتمدين أو تقنيي التمريض (مجلة الممرض، 2017) وهذا يختلف عن التشخيص الطبي. يكون التقييم التمريضي واسع النطاق في بعض الحالات، وفي أحيان أخرى يركز على أحد أجهزة الجسم أو صحته العقلية. يُستخدم التقييم التمريضي لتحديد احتياجات المرضى الحالية والمستقبلية. يشمل هذا التقييم معرفة الوظائف الطبيعية ويقارنها مع الوظائف الشاذة. إن المعرفة الفورية للتغيرات وثيقة الصلة بالمريض مع مهارات التفكير الناقد تسمح للمرض بتحديد التداخلات الملائمة وترتيبها وفق الأولوية. قد يكون نموذج التقييم مطبقًا بالفعل للاستخدام في منشآت وظروف محددة.

## مقابلة العميل
قبل بدء التقييم، يجب على الممرض إيجاد نمط تواصل احترافي وعلاجي مع المريض. يطور هذا علاقته مع المريض ويضع أسس الثقة بينهما بعلاقة غير قضائية. يؤكد هذا أيضًا أن الشخص سيشعر بالراحة إلى حد كبير عند الإفصاح عن معلوماته الشخصية. من أشيع طرق بدء التواصل العلاجي بين الممرض والمريض أن يعرف بنفسه أو بنفسها، وتبدأ المقابلة بسؤال المريض عن رغبته في التعامل والطبيعة العامة للمواضيع التي ستشملها المقابلة.
تأخذ تقنيات التواصل العلاجي في التقييم التمريضي في حسبانها مرحلة التطور العمري (الدارجون مقارنة بالمعمرين) والخصوصية وتشتت الانتباه ومعوقات التواصل المرتبطة بالسن مثل العيوب الحسية واللغة والمكان والزمان والإشارات غير اللفظية. يمكن تيسير التواصل العلاجي أيضًا عبر تجنب استخدام المصطلحات الطبية واستخدام المصطلحات الشائعة التي يعرفها المريض بدلًا منها.
خلال الجزء الأول من مقابلة المريض، يجري الممرض تحليلًا لاحتياجاته، وفي العديد من الحالات يحتاج المريض إلى تقييم مركز بدلًا من التقييم الشامل لجميع أنظمة الجسم. في هذا النمط من التقييم يُقيم الممرض الشكاية الرئيسة، وقد يستخدم الاختصارات التالية في هذا الإجراء.

## سجل الحالة التمريضية
إن الحصول على سجل الحالة التمريضية التي مر بها المريض قبل إجراء الفحص الجسدي له يتيح للممرض إنشاء علاقة مع المريض وعائلته. ويشتمل هذا السجل على عناصر تتمثل في: الحالة الصحية العامة للمريض، ومسار المرض الحالي الذي يعاني منه المريض بما في ذلك الأعراض، وطريقة علاج هذا المرض، والتاريخ الطبي للحالة المرضية (بما في ذلك تاريخ العائلة الطبي) والتاريخ الاجتماعي، ومدى استيعاب المريض لطبيعة مرضه.

## الفحص النفسي والاجتماعي
تكمن النواحي الأساسية التي يُركز عليها الفحص النفسي في الصحة العقلية والعاطفية للحالة المرضية. ويتشكّل تقييم الصحة العقلية من تقييم الوظيفة الإدراكية والبحث عما إذا كانت الحالة تعاني من هلاوس وأوهام، إلى جانب قياس مستويات التركيز والاستفسار عن هوايات الحالة واهتماماتها. ويتم تقييم الصحة العاطفية للحالة من خلال ملاحظة مشاعرها والاستفسار بشأنها، وما الذي تفعله الحالة حيال تلك المشاعر. وقد يشتمل الفحص النفسي أيضًا على تصورات الحالة (سبب اعتقاد الحالة أنها تخضع لهذا التقييم أو سبب إحالتها لمثل هذا التقييم، وما الذي تتمناه من هذا اللقاء). ومن النواحي المهمة والتي يجب أخذها بعين الاعتبار أيضًا الديانة والمعتقدات. ودائمًا ما يتم تضمين الفحص الجسدي لصحة الحالة في الفحص أو التقييم النفسي لمعرفة الأضرار الهيكلية أو الانحرافات التي قد تعاني منها الحالة.

## الفحص السريري (الجسدي)
يحتوي التقييم التمريضي على فحص سريري للحالة: ملاحظة العلامات أو قياسها، والتي يُمكن ملاحظتها أو قياسها أو الأعراض التي قد يشعر بها المريض مثل الغثيان أو الدوار.
وقد تتضمن التقنيات المستخدمة الفحص والجس والتسمُّع والقرع، بالإضافة إلى «معاينة العلامات الحيوية»، مثل درجة الحرارة وضغط الدم والنبض ومعدل التنفس، فضلاً عن إجراء فحص إضافي لأجهزة الجسم مثل الجهاز القلبي الوعائي والجهاز العضلي الهيكلي.

## التوثيق
يتم توثيق التقييم في السجلات الطبية أو السجلات التمريضية للمريض، والتي قد تكون ورقية أو جزءًا من السجل الصحي الإلكتروني، والذي يمكن لجميع أعضاء فريق الرعاية الصحية الدخول إليه.

### أدوات التقييم
هناك مجموعة من الأدوات التي تطورت عبر الوقت لتساعد الممرضين على القيام بأدوارهم في عملية التقييم. وتشمل هذه الأدوات : مؤشر الاستقلال في أنشطة الحياة اليومية  ومؤشر بارثيل  ومقياس تقييم السلوك لكرايتون رويال وإجراءات تقييم كليفتون لكبار السن  والاستبيان العام للصحة وجدول الحالة العقلية الصحية للمسنين.
وقد تركز أدوات التقييم الأخرى على جانب معين من رعاية المريض. على سبيل المثال، يتعامل كل من مقياس واترلو (Waterlow score) ومقياس برادن (Braden scale) مع مخاطر إصابة المريض بـ قرحة الفراش، في حين يقيس مقياس غلاسكو للغيبوبة حالة الوعي عند الشخص، كما يوجد عدد من مقاييس الألم المختلفة، والتي يتم استخدامها في تقييم «العلامة الحياتية الخامسة».

## قائمة المصادر
- Harkreader، Helen (2003). Fundamentals of Nursing: Caring and Clinical Judgement. W B Saunders Co. ISBN:0-7216-0060-3. {{استشهاد بكتاب}}: الوسيط author-name-list parameters تكرر أكثر من مرة (مساعدة)